# The Autobiography of Miss Jane Pittman

The Autobiography of Miss Jane Pittman est un téléfilm américain réalisé par John Korty, diffusé en 1974.

## Histoire

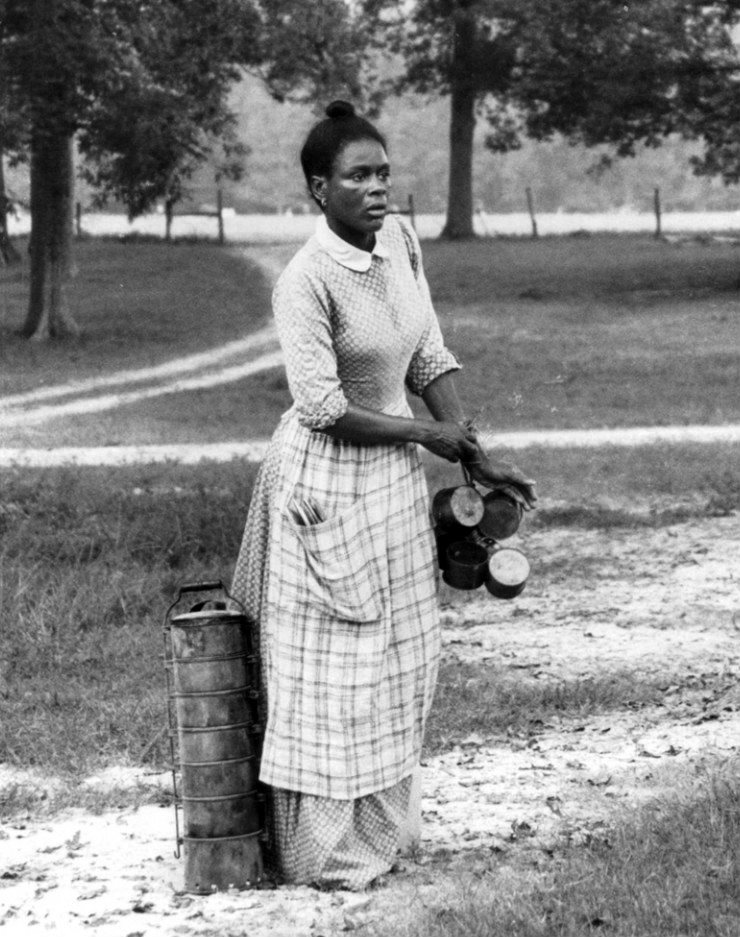
The Autobiography of Miss Jane Pittman

Le téléfilm est basé sur une nouvelle écrite en 1971 par Ernest J. Gaines (biographie d'une femme afro-américaine entre la guerre de Sécession et la guerre hispano-américaine).

## Fiche technique
- Titre : The Autobiography of Miss Jane Pittman
- Réalisation : John Korty
- Scénario : The Autobiography of Miss Jane Pittman d'après le livre de Ernest J. Gaines, et Tracy Keenan Wynn.
- Production : Roger Gimbel
- Musique : Fred Karlin
- Photographie : James Crabe
- Montage : Sidney Levin
- Pays d'origine :  États-Unis
- Format : Couleurs - 2,35:1 - Mono
- Genre : Drame
- Durée : 105 minutes
- Date de diffusion (États-Unis) : 31 janvier 1974

## Distribution
- Cicely Tyson : Jane Pittman
- Michael Murphy : Quentin Lerner
- Richard Dysart : Maître Bryant
- Katherine Helmond : la dame de la maison
- Odetta : « Big Laura »
- Joel Fluellen : Oncle Isom